# Country-Musik 2016
Die Liste bietet eine Übersicht über das Jahr 2016 im Genre Country-Musik.

## Top Hits des Jahres

### Year-End-Charts
Dies ist die Top 10 der Year-End-Charts, die vom Billboard-Magazin erhoben wurde.
- H.O.L.Y. – Florida Georgia Line
- Die A Happy Man – Thomas Rhett
- Humble And Kind – Tim McGraw
- Somewhere On A Beach – Dierks Bentley
- Head Over Boots – Jon Pardi
- You Should Be Here – Cole Swindell
- Break Up In A Small Town – Sam Hunt
- My Church – Maren Morris
- Came Here To Forget – Blake Shelton
- Peter Pan – Kelsea Ballerini

### Nummer-1-Hits
Die folgende Liste umfasst die Nummer-eins-Hits der Billboard Hot Country Songs des US-amerikanischen Musikmagazines Billboard chronologisch nach Wochenplatzierung.
- 2. Januar – Die A Happy Man – Thomas Rhett
- 26. März – You Should Be Here – Cole Swindel
- 23. April – Humble And Kind – Tim McGraw
- 30. April – Somewhere On A Beach – Dierks Bentley
- 21. Mai – H.O.L.Y. – Florida Georgia Line
- 24. September – Peter Pan – Kelsea Ballerini
- 8. Oktober – Forever Country – Artists of Then, Now & Forever
- 22. Oktober – Setting The World On Fire – Kenny Chesney featuring P!nk
- 19. November – Blue Ain't Your Color – Keith Urban

## Alben

### Year-End-Charts
Dies ist die Top 10 der Year-End-Charts, die vom Billboard-Magazin erhoben wurde.
- Traveller – Chris Stapleton
- Hymns – Joey + Rory
- If I'm Honest – Blake Shelton
- Storyteller – Carrie Underwood
- Montevallo – Sam Hunt
- Kill The Lights – Luke Bryan
- Tangled Up – Thomas Rhett
- Mr. Misunderstood – Eric Church
- Ripcord – Keith Urban
- Reloaded: 20#1 Hits – Blake Shelton

### Nummer-1-Alben
Die folgende Liste umfasst die Nummer-eins-Hits der Billboard Top Country Albums des US-amerikanischen Musikmagazines Billboard chronologisch nach Wochenplatzierung.
- 26. Dezember 2015 – Traveller – Chris Stapleton
- 5. März – Hymns That Are Important to Us – Joey + Rory
- 7. Mai – A Sailor's Guide to Earth – Sturgill Simpson
- 28. Mai – Ripcord – Keith Urban
- 11. Juni – If I'm Honest – Blake Shelton
- 18. Juni – Black – Dierks Bentley
- 25. Juni – Hero – Maren Morris
- 9. Juli – California Sunrise – Jon Pardi
- 6. August – We're All Somebody from Somewhere – Steven Tyler
- 20. August – American Love – Jake Owen
- 3. September – Kinda Don't Care – Justin Moore
- 10. September – Pure & Simple – Dolly Parton
- 17. September – Dig Your Roots – Florida Georgia Line
- 1. Oktober – They Don't Know – Jason Aldean
- 8. Oktober – Sinner – Aaron Lewis
- 15. Oktober – Farm Tour... Here's to the Farmer – Luke Bryan
- 5. November – Like an Arrow – Blackberry Smoke
- 19. November – Cosmic Hallelujah – Kenny Chesney
- 3. Dezember – Christmas Together – Garth Brooks & Trisha Yearwood
- 10. Dezember – The Weight of These Wings – Miranda Lambert
- 24. Dezember – Kane Brown – Kane Brown

## Gestorben
- 8. Januar – Red Simpson
- 18. Januar – Glenn Frey
- 22. Februar – Sonny James
- 4. März – Joey Feek
- 18. März – Ned Miller
- 6. April – Merle Haggard
- 17. Mai – Guy Clark
- 23. Juni – Ralph Stanley
- 21. September – John D. Loudermilk
- 25. September – Jean Shepard
- 15. November – Holly Dunn

## Neue Mitglieder der Hall of Fames

### Country Music Hall of Fame
- Fred Foster
- Charlie Daniels
- Randy Travis[4]

### International Bluegrass Music Hall of Fame
- Ken Irwin
- Marian Leighton-Levy
- Bill Nowlin
- Clarence White[5]

### Nashville Songwriters Hall of Fame
- Aaron Baker
- Beth Nielsen Chapman
- Bob Morrison
- Townes Van Zandt[6]

## Die wichtigsten Auszeichnungen

### Grammys
- Beste Country-Solodarbietung (Best Country Solo Performance) – Traveller, Chris Stapleton
- Beste Countrydarbietung eines Duos oder einer Gruppe (Best Country Duo/Group Performance) –  Girl Crush, Little Big Town
- Bester Countrysong (Best Country Song) – Girl Crush, Little Big Town (Autoren: Hillary Lindsey, Lori McKenna & Liz Rose)
- Bestes Countryalbum (Best Country Album) – Traveller, Chris Stapleton
- Bestes Bluegrass Album (Best Bluegrass Album) – The Muscle Shoals Recordings – The Steel Drivers[7]

### ARIA Awards
- Best Country Album – Silos – Sara Storer[8]

### Billboard Music Awards
- Top Country Song – Die a Happy Man – Thomas Rhett
- Top Country Artist – Luke Bryan
- Top Country Album –  Traveller – Chris Stapleton[9]

### Country Music Association Awards
- Entertainer of the Year – Garth Brooks
- Song of the Year – Humble and Kind – Tim McGraw (Autorin: Lori McKenna)
- Single of the Year – Die A Happy Man – Thomas Rhett
- Album of the Year – Mr. Misunderstood – Eric Church
- Male Vocalist of the Year – Chris Stapleton
- Female Vocalist of the Year – Carrie Underwood
- Vocal Duo of the Year – Brothers Osborne
- Vocal Group of the Year – Little Big Town
- Musician of the Year – Dan Huff
- New Artist of the Year – Maren Morris
- Musical Event of the Year – Different For Girls (Dierks Bentley feat. Elle King)
- Music Video of the Year – Fire Away – Chris Stapleton[10]

### Academy of Country Music Awards
- Entertainer of the Year – Jason Aldean
- Female Vocalist of the Year – Miranda Lambert
- Male Vocalist of the Year – Chris Stapleton
- Vocal Duo of the Year – Florida Georgia Line
- Vocal Group of the Year – Little Big Town
- New Female Vocalist of the Year – Kelsea Ballerini
- New Male Vocalist of the Year – Chris Stapleton
- New Vocal Duo or Group of the Year – Old Dominion
- Album of the Year – Traveller von Chris Stapleton
- Single Record of the Year – Die a Happy Man von Thomas Rhett
- Song of the Year – Nobody to Blame von Chris Stapleton – Autoren: Barry Bales, Ronnie Bowman, Chris Stapleton
- Video of the Year – Mr. Misunderstood von Eric Church
- Vocal Event of the Year – Smokin’ and Drinkin’ von Miranda Lambert featuring Little Big Town
- Songwriter of the Year – Ross Copperman[11]

### American Music Awards
- Favorite Country Male Artist – Blake Shelton
- Favorite Country Female Artist – Carrie Underwood
- Favorite Country Band/Duo/Group – Florida Georgia Line
- Favorite Country Album – Storyteller – Carrie Underwood[12]